# Celmira Sacramento
Pour les articles homonymes, voir Sacramento.
Celmira Sacramento est une femme politique santoméenne, membre de l'Action démocratique indépendante.
Députée depuis 2010, secrétaire de l'Assemblée nationale entre 2010 et 2018, elle en élue présidente en 2022.

## Biographie
Celmira Sacramento naît en 1974 ou 1975. Elle est diplômée de biologie.
Elle est élue députée à l'Assemblée nationale aux élections législatives de 2010, puis réélue en 2014, 2018 et 2022, dans le district de Mé-Zóchi sur la liste de l'Action démocratique indépendante (ADI).
Elle est secrétaire de l'Assemblée durant la IXe législature, de 2010 à 2014, puis secrétaire permanente la législature suivante. Elle est dans le même temps présidente du Réseau des femmes parlementaires de Sao Tomé-et-Principe, puis vice-présidente lors de la législature suivante. Entre 2018 et 2022, elle est présidente de la troisième commission de l'Assemblée parlementaire de la Communauté des pays de langue portugaise. Elle est aussi vice-présidente de l'ADI.
Après les élections législatives de 2022, à l'issue desquelles l'ADI remporte la majorité absolue, elle est élue présidente de la XIIe législature de l'Assemblée nationale. Sans candidat adverse, elle obtient 52 voix sur 55. Elle devient la première femme présidente du parlement depuis l'ouverture au multipartisme, Alda do Espírito Santo l'ayant été entre 1980 et 1991.